# Музей Мевляны
Музей Мевляны (тур. Mevlana Müzesi) — музей персидского поэта-суфия Джалаладдина Руми в турецком городе Конья.

## История
Султан Ала ад-Дин Кей-Кубад I, пригласивший Джалаладдина Руми в Конью, предложил тому предоставить свой розовый сад для захоронения отца Руми, Баха ад-Дина Валада, умершего 12 января 1231 года. После смерти самого Джалаладдина Руми, прозванного Мевляной (в пер. с фарси — Наш господин), 17 декабря 1273 года он был похоронен рядом с отцом.
Преемник Мевляны Хюсаметтин Челеби над могилой Руми воздвиг мавзолей. Строительство мавзолея по проекту архитектора Береттина Тебризли было окончено в 1274 году. Финансировали строительство мавзолея грузинская принцесса Гюрджю Хатун, ставшая женой эмира Сулеймана ал-Дин Первана, и эмир Аламеддин Кайсер. Отличительной чертой гробницы Мевляны стал покрытый бирюзовой фаянсовой плиткой купол.
Мавзолей Мевляны просуществовал в почти неизменном виде до середины XIX века и только в 1854 году были добавлены некоторые элементы внутреннего декора, в частности, был изготовлен резной деревянный катафалк.
6 апреля 1926 года Меджлис Турции подписал декрет о создании музея на основании комплекса сооружений гробницы Джалаладдина Руми и текке суфийских дервишей. Музей был открыт 2 марта 1927 года, а в 1954 году получил своё современное название — Музей Мевляны.

### Архитектура и собрания музея
Ансамбль музея Мевляны создавался на протяжении семи веков. Так, например, гробница Хюррем Паши была построена в период царствования султана Сулеймана Великолепного, 17 келий дервишей были построены при султане Мураде III, фонтан омовений — при султане Селиме I.
Главной достопримечательностью музея и, одновременно, главным объектом паломничества является собственно гробница Мевляны. Саркофаг Джалаладдина Руми расположен точно под Бирюзовым куполом. Саркофаг Мевляны представляет собой великолепный образец работы сельджукских мастеров-резчиков по дереву XIII века. Саркофаг покрыт парчой, на которой золотом вышиты изречения из Корана. Рядом с саркофагом Руми расположены саркофаги трёх дервишей, которые сопровождали Мевляну и его семью по пути из Балха в Конью, саркофаги жены и детей Мевляны, его отца Баха ад-Дина Валада, а также наиболее высокопоставленных членов тариката (ордена) Мевлеви. Крышки всех саркофагов — это подарок султана Абдул-Хамида II, сделанный им в 1894 году. Серебряные решетки, ограждающие место установки саркофагов, были изготовлены и установлены в 1579 году.
Ритуальный зал Semahane (зал Семы) был построен в царствование Сулеймана Великолепного. В этом зале дервиши исполняли ритуальный танец.
В музее можно ознакомиться с коллекциями древних книг, музыкальных инструментов ордена мевлеви, молитвенных приспособлений, некоторых личных вещей Мевляны, получить сведения о культуре суфиев, процессе подготовки и обучения дервишей. Среди экспонатов музея особое место принадлежит перламутровой шкатулке, в которой хранится фрагмент бороды Пророка Мухаммеда.

## Дополнительные сведения
- Общая площадь музея составляет 18 000 м²
- В год музей посещает около 1 500 000 турок и 500 000 иностранных туристов. По этому показателю музей Мевляны занимает второе место среди всех музеев Турции (первое место принадлежит дворцу Топкапы в Стамбуле)[1]
- Стоимость входного билета в музей составляет 3,5 турецких лиры. Для детей до 14 лет вход бесплатный.
- На банкноте 5000 лир выпуска 1981—1994 годов на реверсе был изображен музей Мевляны

## Галерея
- Кладбище женщин ордена Мевлеви
- Фонтан омовений и тюрбе (мавзолеи) Фатимы Хатун и Синан Паши
- Кладбище мужчин ордена Мевлеви
- Экспозиция музея
- Музей Мевляны
- Вид на Музей Мевляны, шадырван и зелёный купол.
- Модель изучения дервиша.
- Диван-ы-Кебир из 1366 г.